# Bjeline
Bjeline (szerbül: Бјелине) szerb falu Bosznia-Hercegovinában, a Bosznia-hercegovinai Föderáció Una-Szanai kantonjában, Sanski Most községben.

## Fekvése
Bosznia-Hercegovina északnyugati részén, Bihácstól légvonalban 44, közúton 68 km-re keletre, Sanski Mosttól légvonalban 20, közúton 39 km-re északnyugatra fekvő dombos, erdős területen, a Makusin-patak völgye felett fekszik.

## Népessége
| Nemzetiségi csoport | Népesség 1991 | Népesség 2013 |
| ------------------- | ------------- | ------------- |
| Szerb               | 47            | 14            |
| Bosnyák             | 0             | 0             |
| Horvát              | 0             | 0             |
| Jugoszláv           | 0             | 0             |
| Egyéb               | 1             | 0             |
| Összesen            | 48            | 14            |

## Története
A település csak az 1948-as népszámlálásban jelenik meg lakott helyként. 1971-ben még 104, 1981-ben 79, 1991-ben 48, 2013-ban már csak 14 lakosa volt.

## Fordítás
- Ez a szócikk részben vagy egészben  a   Bjeline című bosnyák Wikipédia-szócikk ezen változatának fordításán alapul.  Az eredeti cikk szerkesztőit annak laptörténete sorolja fel. Ez a jelzés csupán a megfogalmazás eredetét és a szerzői jogokat jelzi, nem szolgál a cikkben szereplő információk forrásmegjelöléseként.